# Anfilogias
Na mitologia grega, as anfilogias (em grego clássico: Ἀμφιλλογίαι) eram deusas de disputas e altercações.

## Família

### Segundo Hesíodo
Na Teogonia de Hesíodo, as anfilogias são identificadas como filhas de Éris (conflito) através da partenogênese e irmãos das hisminas ("batalhas"), macas ("guerras"), fonos ("assassinos") e androctasias ("crimes culposos").
"E a odiosa Éris suportou doloroso Ponos ("dificuldades"),
Lete ("esquecimento") e Limos ("fome") e a chorosa Algea ("dores"),
Hisminas ("batalhas"), Macas ("guerras"), Fonos ("assassinos"), e Androctasias ("crimes culposos");
Neikea ("discussões"), Pseudea ("mentiras"), Logoi ("histórias"), Anfilogias ("disputas")
Disnomia ("anarquia") e Até ("ruína"), próximos um do outro,
e Horkos ("juramento"), que mais aflige os homens na terra,
Então disposto faz um juramento falso."